# La casa dei sogni (film)
La casa dei sogni (The Architect) è un film del 2016 diretto da Jonathan Parker.

## Trama
Colin un uomo pratico e sua moglie Drew decidono di comperare una casa nuova fuori città su di un vecchio terreno e si affidano per la sua realizzazione ad un architetto un po' visionario e modernista, Miles Moss. La coppia non si accorge che l'architetto non sta costruendo la loro casa dei sogni bensì la sua.

## Doppiaggio italiano
L'edizione italiana è a cura della FTS Studios che ha affidato la direzione del doppiaggio ad Andrea Piacentini (assistito da Carla Chiavaroli) su dialoghi di Serena Paccagnella. Stefano Cotza vi ha lavorato come fonico di mix.

## Accoglienza

### Critica
Su Rotten Tomatoes, l'11% delle 37 recensioni dei critici è positivo, con una valutazione media di 4,2/10. Metacritic ha assegnato al film un punteggio di 47 su 100, basato su 16 critici, indicando recensioni "miste o medie".

### Incassi
A fronte di un budget che ammonta a circa dieci milioni di dollari, il film ha incassato solamente $13,737.